# Processo telegrafico casuale

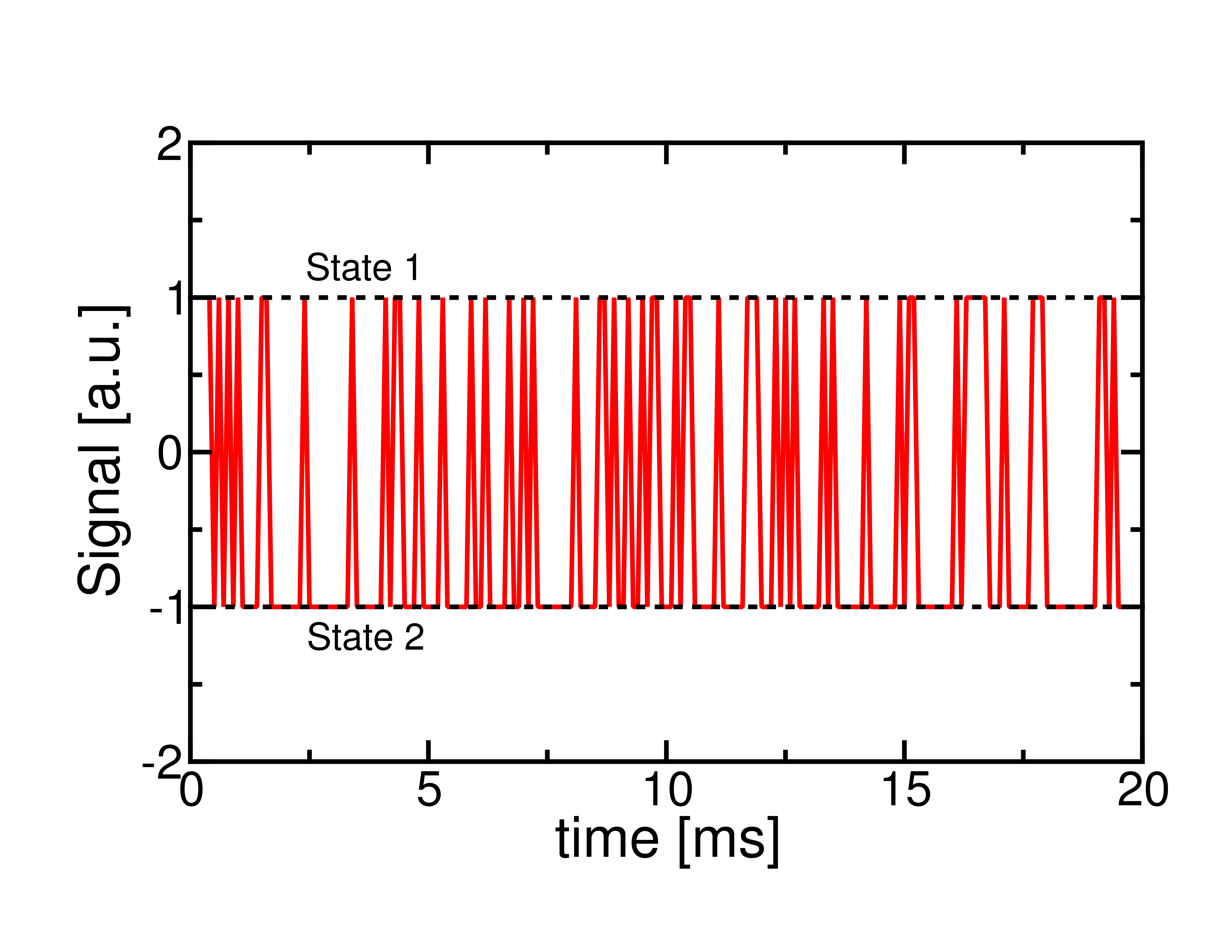
Un esempio di realizzazione nel tempo di un processo telegrafico casuale. Il segnale è stato simulato con il metodo Monte Carlo.

Nell'ambito della teoria della probabilità, il processo telegrafico casuale è un processo stocastico senza memoria e continuo nel tempo che può assumere due soli valori. Spesso viene impiegato come modello per la descrizione del rumore burst (spesso chiamato anche rumore popcorn o rumore telegrafico casuale). Detti {\displaystyle c_{1}} e {\displaystyle c_{2}} i due possibili valori che la variabile casuale può assumere, il processo può essere descritto a partire dalle seguenti equazioni differenziali:
{\displaystyle \partial _{t}P(c_{1},t|x,t_{0})=-\lambda _{1}P(c_{1},t|x,t_{0})+\lambda _{2}P(c_{2},t|x,t_{0})}
e
{\displaystyle \partial _{t}P(c_{2},t|x,t_{0})=\lambda _{1}P(c_{1},t|x,t_{0})-\lambda _{2}P(c_{2},t|x,t_{0})}
dove {\displaystyle \lambda _{1}} e {\displaystyle \lambda _{2}} indicano, rispettivamente, i tassi di transizione da {\displaystyle c_{1}} a {\displaystyle c_{2}} e da {\displaystyle c_{2}} a {\displaystyle c_{1}}, e {\displaystyle P(c_{i},t|x,t_{0})} indica la probabilità congiunta che il sistema all'istante {\displaystyle t} si trovi nello stato {\displaystyle c_{i}} quando al tempo {\displaystyle t_{0}<t} si trovava nello stato {\displaystyle x}. Questo tipo di processo prende anche il nome di processo di Kac (dal matematico Mark Kac).

## Soluzione del sistema di equazioni differenziali
Il sistema di equazioni differenziali può essere riscritto in forma compatta introducendo il vettore di densità di probabilità {\displaystyle \mathbf {P} =[P(c_{1},t|x,t_{0}),P(c_{2},t|x,t_{0})]}, così che questo diventi:
{\displaystyle {\frac {d\mathbf {P} }{dt}}=W\mathbf {P} }
dove la matrice:
{\displaystyle W={\begin{pmatrix}-\lambda _{1}&\lambda _{2}\\\lambda _{1}&-\lambda _{2}\end{pmatrix}}}
prende il nome di matrice del tasso di transizione. La soluzione del sistema, {\displaystyle \mathbf {P} (t)}, si ottiene definendo la condizione iniziale {\displaystyle \mathbf {P} (0)}, la quale descrive che all'istante {\displaystyle t_{0}} il sistema si trova nello stato {\displaystyle x\in \{c_{1},c_{2}\}}. Se {\displaystyle \mathbf {P} (0)} è definita, la generica soluzione può essere scritta come:
{\displaystyle \mathbf {P} (t)=e^{Wt}\mathbf {P} (0)}.
dove il termine {\displaystyle e^{Wt}} indica l'operazione di matrice esponenziale. Si può mostrare che vale l'uguaglianza:
{\displaystyle e^{Wt}=I+W{\frac {(1-e^{-2\lambda t})}{2\lambda }}}
dove {\displaystyle I} è la matrice identità e  {\displaystyle \lambda =(\lambda _{1}+\lambda _{2})/2} è il tasso di transizione medio. Nel limite di  {\displaystyle t\rightarrow \infty }, la soluzione approccia il regime stazionario {\displaystyle \mathbf {P} (t\rightarrow \infty )=\mathbf {P} _{s}} dato da:
{\displaystyle \mathbf {P} _{s}={\frac {1}{2\lambda }}{\begin{pmatrix}\lambda _{2}\\\lambda _{1}\end{pmatrix}}}

## Proprietà
La dipendenza dallo stato iniziale decade esponenzialmente nel tempo. Ciò implica che se il sistema viene inizialmente osservato all'istante {\displaystyle t_{0}}, una successiva osservazione all'istante {\displaystyle t=t_{0}+\Delta t}, supposto che valga {\displaystyle \Delta t\gg (2\lambda )^{-1}}, darà un risultato totalmente indipendente dallo stato osservato a {\displaystyle t_{0}}. Più precisamente, all'istante {\displaystyle t} il sistema avrà raggiunto lo stato stazionario, indicato dal pedice s e caratterizzato da:
- Media:

{\displaystyle \langle X\rangle _{s}={\frac {c_{1}\lambda _{2}+c_{2}\lambda _{1}}{\lambda _{1}+\lambda _{2}}}.}
- Varianza:

{\displaystyle \operatorname {var} \{X\}_{s}={\frac {(c_{1}-c_{2})^{2}\lambda _{1}\lambda _{2}}{(\lambda _{1}+\lambda _{2})^{2}}}.}
è possibile anche calcolare la funzione di correlazione, che vale:
{\displaystyle \langle X(t),X(u)\rangle _{s}=e^{-2\lambda |t-u|}\operatorname {var} \{X\}_{s}.}

## Applicazioni
Il processo telegrafico trova ampio impiego nella modellistica di diversi fenomeni:
- In finanza, per descrivere i prezzi delle azioni[1]
- In biologia, per descrivere i processi di binding e unbinding del fattore di trascrizione
- In fisica, per descrivere le proprietà dicotomiche dei sistemi di spin e dell'intermittenza di fluorescenza
- In elettronica, per descrivere le fluttuazioni di corrente indotte dal cambio di occupazione dei difetti microscopici presenti nei dispositivi microelettronici